# Get Over (dreamの曲)
「Get Over」（ゲット・オーバー）は、2001年11月28日に発売されたdreamの11枚目のシングル。品番：AVCD-3029934。

## 概要
- テレビ東京系テレビアニメ『ヒカルの碁』のオープニングテーマ。自身の曲が、アニメのオープニングに使用されたのは、これが初めて[1]。
- カップリングには同一曲のリミックスを3ヴァージョン収録している。
- なお、「Get Over」という名前は、原作『ヒカルの碁』第148局（連載時）に挿入された言葉でもあるが、単行本収録[2]では変更されている。

## 収録曲
1. Get Over （Original Mix）
作詞：Mai Matsumuro、作曲：BOUNCEBACK、編曲：Shunsuke Yazaki、Masafumi Nakao
2. Get Over （Keith Litman's Klub Mix）
3. Get Over （2the future remix）
4. Get Over （Razors 2MG Mix）
5. Get Over （Instrumental）

## カバー
- 亜豆美保 starring 早見沙織 - 2011年3月24日発売のBlu-ray & DVD『バクマン。』第3巻初回限定版の特典CDに収録。
- i☆Ris - 2013年5月22日発売のシングル「イチズ」（Type-C）のカップリングに収録。
- 出雲ほくと（CV.桑原由気） - 2017年3月24日発売のBlu-ray & DVD『灼熱の卓球娘』第4巻初回限定版の特典CDに収録。
- 佐咲紗花 - 2020年1月29日発売のカバーアルバム「SAYAKAVER.2」に収録。
  - 佐咲はavex dream 2000最終選考に進出した経歴がある。